# غيورغ الثاني (لاندغراف هسن-دارمشتات)
غيورغ الثاني (17 مارس 1605 - 11 يونيو 1661)؛ كان لاندغراف هسن-دارمشتات منذ عام 1626 حتى وفاته .

## السيرة الذاتية
كان غيورغ الذكر الأول لوالديه لودفيغ الخامس لاندغراف هسن-دارمشتات وزوجته ماغدالينه ابنة يوهان غيورغ ناخب براندنبورغ .
رافقه في جولته الكبرى الكونت يوهان كازيمير فون إرباخ تجولا في معظم أنحاء أوروبا، حيث قام أيضًا بمهام دبلوماسية نيابة عن والده، أثناء صراعات حرب الثلاثين عامًا تم أسر والده لودفيغ الخامس الموالي للإمبراطور على يد ناخب بالاتينات وتوفي أثناء لتحضير احتفالات زفافه وبذلك خلفه غيورغ كلاندغراف هسن دارمشتات منذ عام 1626.
خلال حرب الثلاثين عامًا ظل غيورغ الموالي للإمبراطور فرديناند الثاني محايدًا، ومع ذلك أحدث الجنود الإمبراطوريون أيضًا دمارًا في هسن-دارمشتات، وفي عام 1629 كان على غيورغ أن يوافق على مرسوم الاسترداد، على النقيض معظم الأمراء الإمبراطوريين البروتستانت الأخرين، لم يدخل اللاندغريف في تحالف مع السويد في عام 1631، لذلك بعد عام 1635 بعد إبرام معاهدة السلام في براغ، استخدمه الإمبراطور كوسيط لإقناع الأمراء الإمبراطوريين البروتستانت الآخرين والمدن الإمبراطورية بالانضمام إلى معاهدة السلام، وقد حصل اللاندغريف على لقب "صانع السلام في الرايخ".
ومع معاهدة هوكست عام 1631 وبعد مفاوضات شخصية، تنازل غيورغ عن قلعة روسلسهايم لصالح الملك غوستاف أدولف الذي اعترف في المقابل بحياده.
في وقت مبكر من عام 1625 بدأ النزاع مع أقارب هسن-كاسل حول ميراث هسن-ماربورغ، استطاع غيورغ الاستيلاء بسرعة على جميع الأراضي الممنوحة له من قبل الإمبراطور والتي اضطرت كاسل في النهاية إلى التنازل عنها في عام 1627، إلا أن هسن كاسل التي كانت المتحالفة مع السويد وفرنسا في استعادة الأراضي منذ عام 1645، فر غيورغ وعائلته من أهوال الحرب والطاعون إلى قلعة ليشتنبرغ وبعد ذلك إلى غيسن، ومع معاهدتي مونستر وأوسنابروك، خسر غيورغ أخيرًا الأراضي الممنوحة له من قبل الإمبراطور لصالح هسن-كاسل، وحصل تعويض قدره مبلغ 60 ألف ثالر، وبذلك انتهت الحرب الهسنية .
عانت هسن-دارمشتات كثيراً ويلات حرب الثلاثين عاماً، لقد توقفت الصناعة والزراعة بشكل كامل، ومع ذلك تمكن غيورغ من شراء الحبوب والماشية وقام بتوزيعها، وبهذا نجح في إنعاش الزراعة في البلاد. وفي عام 1650 قام بدعوة رعاياه الفارين بالعودة إلى البلاد، وفي عام 1659 تخلى غيورغ أخيراً عن سياسته المؤيدة للإمبراطورية وانضم إلى الرابطة الراينية التي كانت موجهة ضد آل هابسبورغ، وفي وصيته: أوصى خليفته بـ"التعايش المتناغم" مع هسن كاسل.

## الحياة الأسرية

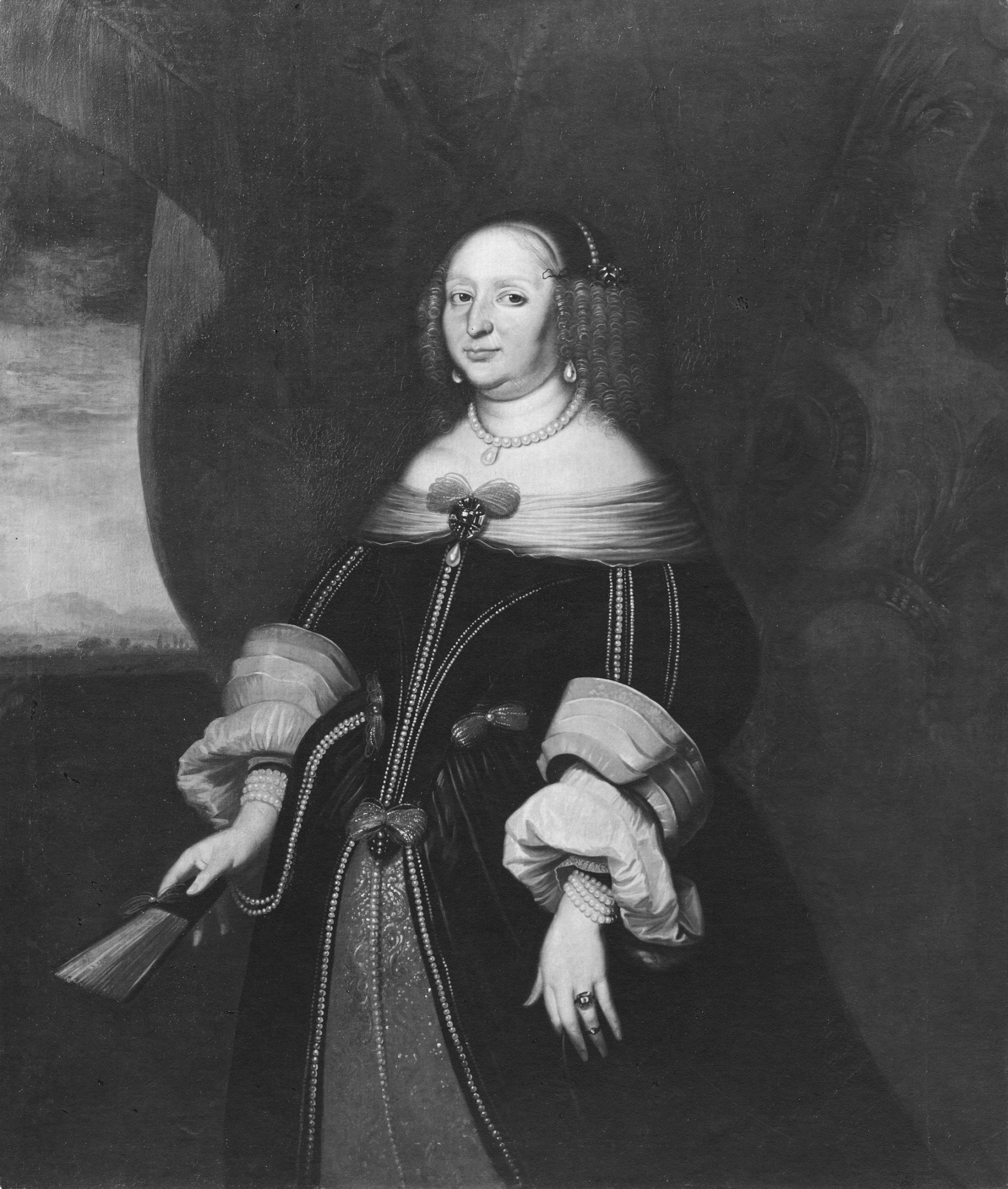
زوجته صوفي إليونوره الساكسونية

### الزواج
تزوج لاندغراف غيورغ الثاني في 1 أبريل عام 1627 في تورجاو من الدوقة صوفي إليونوره الساكسونية (23 نوفمبر 1609 - 2 يونيو 1671)؛ هي أكبر أبناء الباقيين لوالديها يوهان غيورغ الأول ناخب ساكسونيا وماغدالينه سيبيله البروسية، كانت في السابعة عشرة من عمرها أثناء الزواج، وفي خضم حرب الثلاثين عامًا، ولكن تم احتفال بزواجهما ببذخ، حيث عُرضت أول أوبرا باللغة الألمانية بعنوان "دافني" من تأليف هاينريش شوتز، ونتيجة لذلك أصبحت عادة الاحتفالات الموسيقية الغنية في قصور الأميرية راسخة في أوروبا، وبفضل زواجه الذي جعله صهرًا لناخب ساكسونيا، نجح غيورغ في إقناع الملك غوستاف الثاني أدولف بالاعتراف بحياده في خضم الحرب، رُزقا بخمسة عشر طفلاً، ربّتهم على المذهب اللوثري المتشدد، إلا أن ابنتها إليزابيث أمالي، التي أصبحت لاحقًا ناخبة بالاتينات، اعتنقت الكاثوليكية الرومانية عام 1653.
أبدت صوفي إليانور اهتمامًا بالغًا بالكتب القديمة التي جمعتها، ولا تزال مساهمتها في مكتبة بلاط هسن-دارمشتات ظاهرة حتى اليوم، عاشت بعد وفاة زوجها بعشر سنوات وتوفيت في دارمشتات.

### الذرية
- لودفيغ السادس (1630–1678)؛ تزوج من ماريا إليزابيث من هولشتاين-غوتورب ثم من إليزابيث دوروثيا من ساكس غوتا-ألتنبورغ، لديه ذرية من كلتاهما.
- ماغدالينه سيبيله (3 سبتمبر 1631 - 5 أغسطس 1651)، توفيت شابة.
- غيورغ (1632–1676)؛ تزوج من الدوقة دوروثيا أوغوستا من شليسفيغ-هولشتاين-سوندربورغ ثم من يوليانه ألكسندرين من لينينغن-هايدنهايم، لديه بنات من زوجته الثانية.
- صوفي إليونوره (1634-1663)؛ تزوجت من فيلهلم كريستوف لاندغراف هسن-هومبورغ، لهما ذرية.
- إليزابيث أمالي (1635-1709)؛ تزوجت من فيليب فيلهلم ناخب بالاتينات، لهما ذرية بما في ذلك الإمبراطورة القرينة إليونوره ماغدالينه من نيوبورغ.
- لويزه كريستين (15 يناير 1636 - 11 نوفمبر 1697)؛ تزوجت من كريستوف لودفيغ الأول كونت ستولبرغ-ستولبرغ، لهما ذرية.
- آنا ماريا (9 فبراير - 21 أبريل 1637)؛ توفيت صغيرة.
- آنا صوفيا (1638–1683)؛ أميرة دير كفيدلينبورغ.
- أمالي يوليانه (28 نوفمبر - 20 ديسمبر 1639)؛ توفيت صغيرة.
- ابنة ميتة (1640).
- هنرييت دوروثيا (14 أكتوبر 1641 - 22 ديسمبر 1672)، تزوجت من الكونت يوهان الثاني من فالديك لانداو، ليس لديهما أبناء.
- يوهان (24 نوفمبر 1642 - 22 فبراير 1643)؛ توفي صغيراً.
- أوغسته فيليبينه (29 ديسمبر 1643 – 4 فبراير 1672)؛ لم تتزوج قط.
- أغنيس (11 نوفمبر - 12 نوفمبر 1645)؛ توفيت صغيرة.
- ماري هيدفيغ (1647–1680)؛ تزوجت برنهارد الأول دوق ساكسونيا ماينينغن، لهما ذرية.